# Бутень (рід)

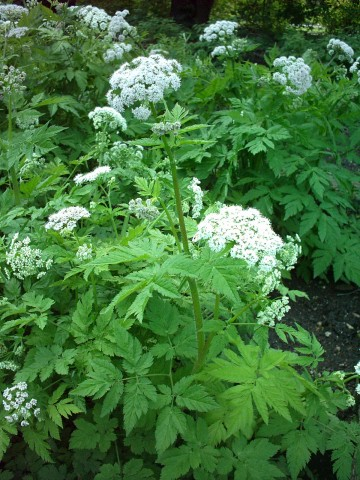
Бутень шорстковолосистий

Бу́тень (Chaerophýllum) — рід дво- або багаторічних трав'янистих рослин родини окружкові (Apiaceae). Ареал роду — регіони з помірним кліматом Євразії та Північної Америки.

## Ботанічний опис
Трав'янисті дворічні рослини з бульбою або багаторічники з кореневищем.
Листки багаторазово перисто-розсічені.
Чашечка квітки з непомітними зубцями, пелюстки білі, рожеві, червоні або пурпурові, оберненосерцеподібні, на верхівці глибоко виїмчасті та у виїмці із загнутою усередину частиною, при основі клиноподібні або відразу переходять у короткий нігтик.
Плоди довгасто-циліндричні або вузькоеліптичні, до верхівки звужені.

## Види
Рід налічує близько 40 видів:
| - Chaerophyllum aromaticum — Бутень запашний - Chaerophyllum astrantiae - Chaerophyllum atlanticum - Chaerophyllum aureum - Chaerophyllum azoricum - Chaerophyllum bulbosum — Бутень бульбистий - Chaerophyllum byzantinum - Chaerophyllum caucasicum - Chaerophyllum colensoi - Chaerophyllum crinitum - Chaerophyllum elegans - Chaerophyllum hakkiaricum - Chaerophyllum hirsutum — Бутень шорстковолосистий - Chaerophyllum humile | - Chaerophyllum khorossanicum - Chaerophyllum libanoticum - Chaerophyllum macropodum - Chaerophyllum macrospermum - Chaerophyllum maculatum — Бутень плямистий - Chaerophyllum magellense - Chaerophyllum meyeri - Chaerophyllum nivale - Chaerophyllum nodosum - Chaerophyllum prescottii — Бутень Прескотта - Chaerophyllum procumbens - Chaerophyllum roseum - Chaerophyllum tainturieri - Chaerophyllum temulum типовий — Бутень п'янкий - Chaerophyllum villarsii |

## Практичне використання

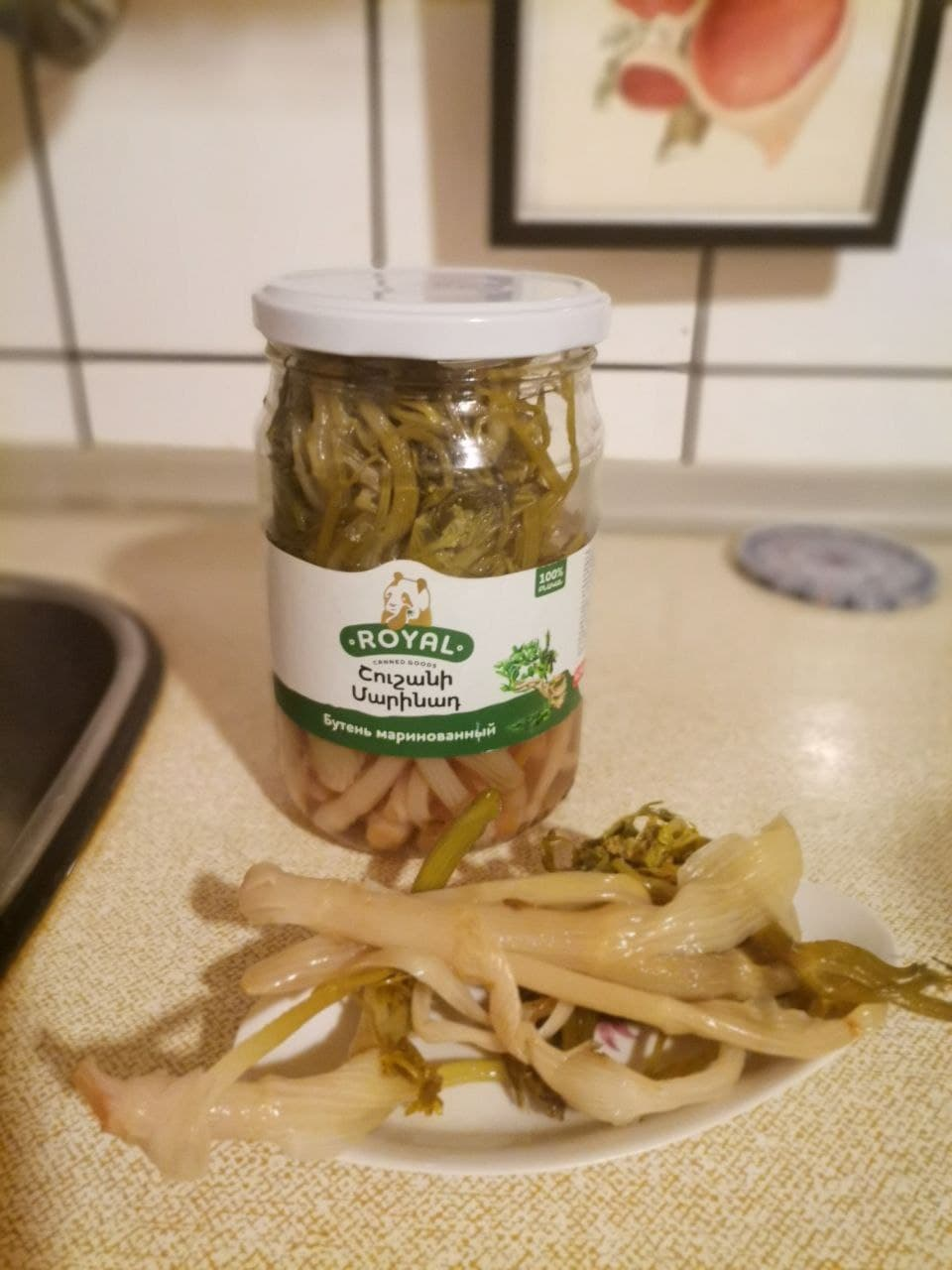
Бутень маринований

Деякі види бутня їстівні — Chaerophyllum bulbosum. Ароматні бульби, подовжені або округлі, що нагадують дрібну моркву або ріпу з жовтувато-білою м'якоттю використовували як овочі — для пюре, гарнірів та запіканок. На Кавказі бутень бульбоносний (шушан) використовують і зараз як овоч, і як спецію. Продаються його мариновані пагони.